# Cambrai East Military Cemetery
Cambrai East Military Cemetery is een Britse militaire begraafplaats gelegen in de Franse plaats Cambrai (Noorderdepartement). De begraafplaats wordt onderhouden door de Commonwealth War Graves Commission.
De begraafplaats telt 474 geïdentificeerde graven waarvan 473 Gemenebest graven uit de Eerste Wereldoorlog en een overig graf uit de Eerste Wereldoorlog.